# Ringsaker
Ringsakerⓘ ist eine Kommune im norwegischen Fylke Innlandet. Die Kommune hat 35.911 Einwohner (Stand: 1. Januar 2025) und liegt am Mjøsa zwischen den Städten Hamar und Lillehammer. Verwaltungssitz ist die Stadt Brumunddal. Sowohl die Land- als auch der Forstwirtschaft sind von größerer Bedeutung, zudem liegen in Ringsaker viele Hytten.

## Geografie

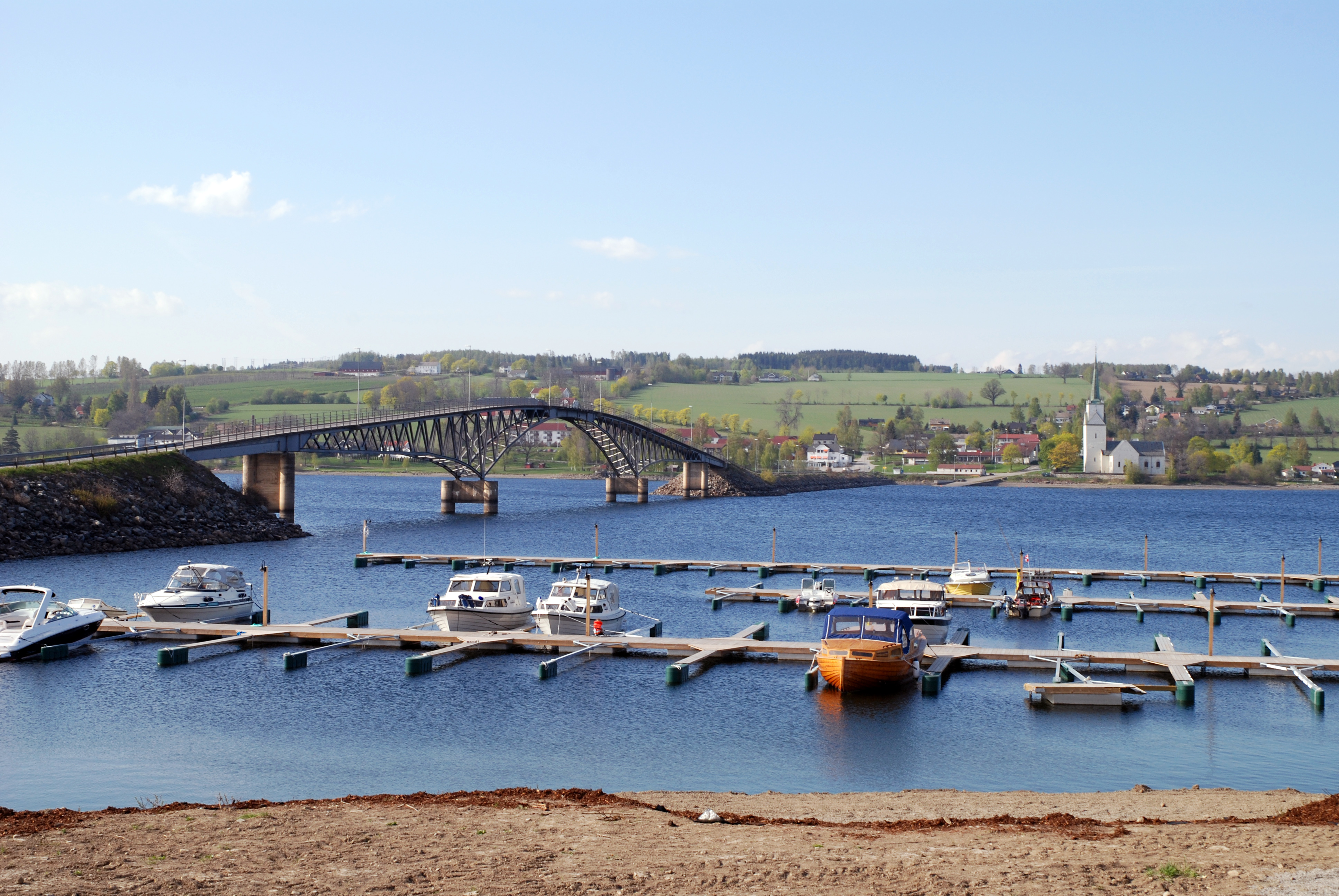
Blick von der Insel Helgesøya auf den Nessundet

Ringsaker liegt nordöstlich vom See Mjøsa, dem flächenmäßig größten See des norwegischen Hauptlandes. Die Gemeinde grenzt an Lillehammer im Nordwesten, Øyer im Norden, Stor-Elvdal und Åmot im Nordosten, Hamar im Osten sowie Gjøvik im Westen. Im Südosten verläuft im Mjøsa eine Grenze zur Kommune Stange und im Südwesten zu Østre Toten. Auch die gesamte Westgrenze zu Gjøvik führt durch den See. Im Mjøsa, im Süden der Kommune, liegt die Insel Helgøya. Diese ist durch den Sund Nessundet vom Festland getrennt. Am Sund teilt sich der Mjøsa in einen nordöstlichen und nordwestlichen Bereich auf. Dazwischen liegt die Halbinsel Neshalvøya. Der nordöstliche Seeabschnitt wird Furnesfjorden genannt. An dessen Osterufer liegt die Stadt Brumunddal. Dort mündet der Fluss Brumunda in den See. Die Stadt Hamar befindet sich nur wenige Kilometer südlich davon. Der westliche Seeabschnitt ist länger als der östliche und reicht über die gesamte Westgrenze von Ringsaker bis zur Stadt Lillehammer. In Ringsaker liegt die Stadt Moelv am Ostufer des Seeabschnitts. Weiter im Norden der Kommune liegen weitere kleinere Gewässer wie die Seen Næra sowie Sør-Mesna und Nord-Mesna. Die Gesamtfläche der Kommune beträgt 1.280,09 km², wobei Binnengewässer zusammen 157,53 km² ausmachen.
Das Gebiet um den Mjøsa ist im Süden der Gemeinde relativ flach. Weiter im Norden liegen höhere Erhebungen, dazwischen fließt der Fluss Åsta durch das Tal Åstdalen. Der Fluss ist ein Nebenfluss der weiter östlich fließenden Glomma. Die Erhebung Tua im Nordosten von Ringsaker stellt mit einer Höhe von 1090,5 moh. den höchsten Punkt der Kommune dar. Vor allem im Nordosten befinden sich auch größere Moorgebiete. In Ringsaker liegen mehrere Naturschutzgebiete, wobei unter anderem diese Moorflächen geschützt sind. Im auf der Grenze zu Hamar liegenden und etwa 25 km² großen Brumundsjøen-Harasjømyra naturreservat steht seit 2014 ein Wald- und Moorgebiet unter Schutz. Im Jahr 2006 wurde mit dem Hemmeldalen naturreservat ein über 250 km² großes Wald-, Moor- und Gebirgsareal unter Schutz gestellt. Es ist über die Kommunen Åmot, Hamar, Ringsaker und Stor-Elvdal verteilt.

## Einwohner
Die Einwohnerzahl in Ringsaker stieg nach dem Ende des Zweiten Weltkriegs kontinuierlich an. In der Gemeinde liegen mehrere sogenannte Tettsteder, also mehrere Ansiedlungen, die für statistische Zwecke als eine städtische Siedlung gewertet werden. Diese sind Byflaten mit 254, Brumunddal mit 11.337, Tingnes mit 467, Moelv mit 4547, Kvål mit 294, Kylstad mit 397, Mesnali mit 382, Stavsjø mit 273 und Lismarka mit 201 Einwohnern (Stand: 1. Januar 2024). Des Weiteren wurden 2438 der insgesamt 30.030 Einwohner der Stadt Hamar zur Kommune Ringsaker gerechnet.
Die Einwohner der Gemeinde werden Ringsaksokning genannt. Offizielle Schriftsprache ist wie in vielen Kommunen in Innlandet Bokmål, also die weiter verbreitete der beiden norwegischen Sprachformen.
| Jahr          | 1986   | 1990   | 1995   | 2000   | 2005   | 2010   | 2015   | 2020   | 2025   |
| ------------- | ------ | ------ | ------ | ------ | ------ | ------ | ------ | ------ | ------ |
| Einwohnerzahl | 30.521 | 31.180 | 31.215 | 31.622 | 31.824 | 32.524 | 33.603 | 34.768 | 35.911 |

## Geschichte
Die Kommune Ringsaker wurde im Rahmen der Einführung der lokalen Selbstverwaltung im Jahr 1837 gegründet. Am 1. Januar 1964 erfolgte die Zusammenlegung von Nes mit 4184, Ringsaker mit 16.490 sowie Furnes mit 7288 Einwohnern zur neuen Kommune Ringsaker. Furnes war 1891 entstanden, als es mit zu diesem Zeitpunkt 3790 Einwohnern von Vang abgespalten wurde. Zudem wurde ein Gebiet mit 34 Einwohnern von der Kommune Vang eingemeindet. Im Jahr darauf ging ein Areal mit 100 Einwohnern an die Nachbargemeinde Hamar über. Ein zuvor zu Vang gehörendes Gebiet mit 50 Einwohnern wurde zum Beginn des Jahres 1967 Teil von Ringsaker. Zugleich gingen 114 Einwohner von Ringsaker an Vang über. Zum 1. Januar 1992 wurde ein von 224 Personen bewohntes Areal von Ringsaker gemeinsam mit Vang nach Hamar überführt.
Bis zum 31. Dezember 2019 gehörte Ringsaker der damaligen Provinz Hedmark an. Sie ging im Zuge der Regionalreform in Norwegen in die zum 1. Januar 2020 neu geschaffene Provinz Innlandet über.
Sowohl die Hofnamen als auch die archäologischen Funde deuten darauf hin, dass das Gebiet als landwirtschaftlicher Gunstraum bereits früh besiedelt wurde. Viele der traditionsreichen Höfe sind im norwegischen Vergleich groß. Das Mjøskastellet ist ein von Håkon Håkonsson in den 1230er-Jahren erbautes Kastell, von dem sich noch heute Reste finden lassen. Aus der Bronze-, der Eisen- und der Wikingerzeit gibt es mehrere Hügelgräber. Bei Moelv liegt der Zwölfsteinring von Moelv.
In der Kommune befinden sich mehrere Kirchen. Die Ringsaker kirke ist eine gemauerte Kirche mit kreuzförmigen Grundriss aus der zweiten Hälfte des 12. Jahrhunderts. Ursprünglich war der Grundriss rechteckig, die heutige Form entstand durch einen Ausbau gegen Ende des 13. Jahrhunderts. Ebenfalls einen kreuzförmigen Grundriss hat die Nes kirke. Diese soll im 12. Jahrhundert erbaut und im 13. Jahrhundert umgebaut worden sein. Die Kreuzform entstand einige Jahrhunderte später bei einem Anbau. Dieser geschah in zwei Schritten in den Jahren 1698 und 1704. Die Brumunddal kirke ist eine Holzkirche aus dem Jahr 1965. Weitere Kirchen in Ringsaker sind unter anderem die Stavsjø kirke, die Furnes kirke und die Brøttum kirke. Der Bau der Veldre kirke wurde im Jahr 2000 fertiggestellt. Die Holzkirche ersetzte die vorherige Kirche aus dem Jahr 1726, die 1996 niedergebrannt war. Bei der Mesnali kirke wurde die Schriftstellerin Sigrid Undset begraben. Der Schriftsteller und Liedermacher Alf Prøysen kam in Ringsaker zur Welt. An ihn erinnert heute das Kulturhaus Prøysenhuset. Das Gebäude wurde vom Architekturbüro Snøhetta entworfen.
Brumunddal und Moelv erhielt beide im Jahr 2010 den Stadtstatus. Der Stadttitel kann in Norwegen vom Kommunalparlament vergeben werden und führt rechtlich zu keinen Änderungen. Grundlage für das Wachstum in Brumunddal legten die zur Stromproduktion nutzbaren Wasserfälle im Fluss Brumunda. Durch die Eröffnung des Bahnhofs Ende des 19. Jahrhunderts kam es zu einem weiteren Wachstum. Im 20. Jahrhundert wuchs Brumunddal dadurch zum größten Industriestandort des damaligen Fylkes Hedmark heran. In den 1980er- und 1990er-Jahren gingen jedoch viele Arbeitsplätze verloren. Am 31. August 1991 kam es in Brumunddal zu Ausschreitungen, nachdem rechtsextreme Anhänger der rassistischen Folkebevegelsen Mot Innvandring (deutsch Volksbewegung gegen Einwanderung) mit Gegendemonstranten zusammenstießen. Zuvor war es dort bereits wiederholt zu rassistischen Handlungen gekommen. Das 18-stöckige Hochhaus Mjøstårnet in Brumunddal wurde mit über 85 Metern im Jahr 2019 das bis dahin höchste Holzgebäude in der Welt.

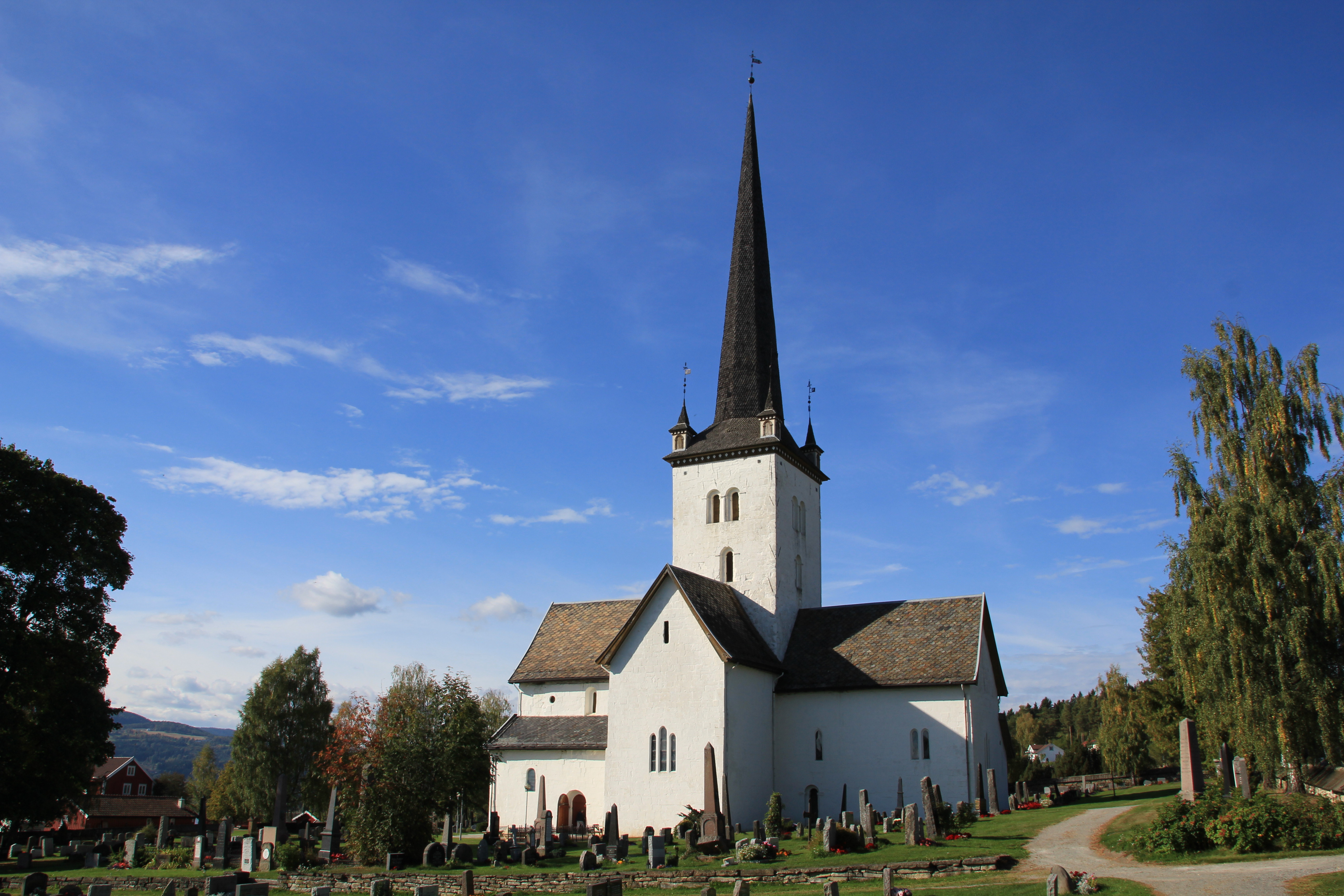
Ringsaker kirke
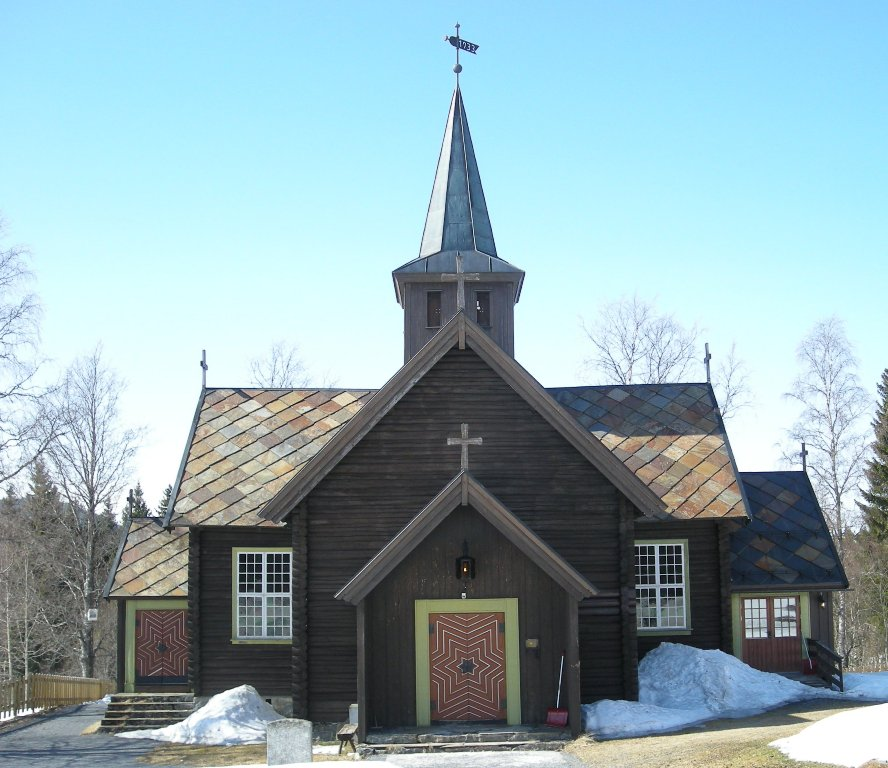
Mesnali kirke
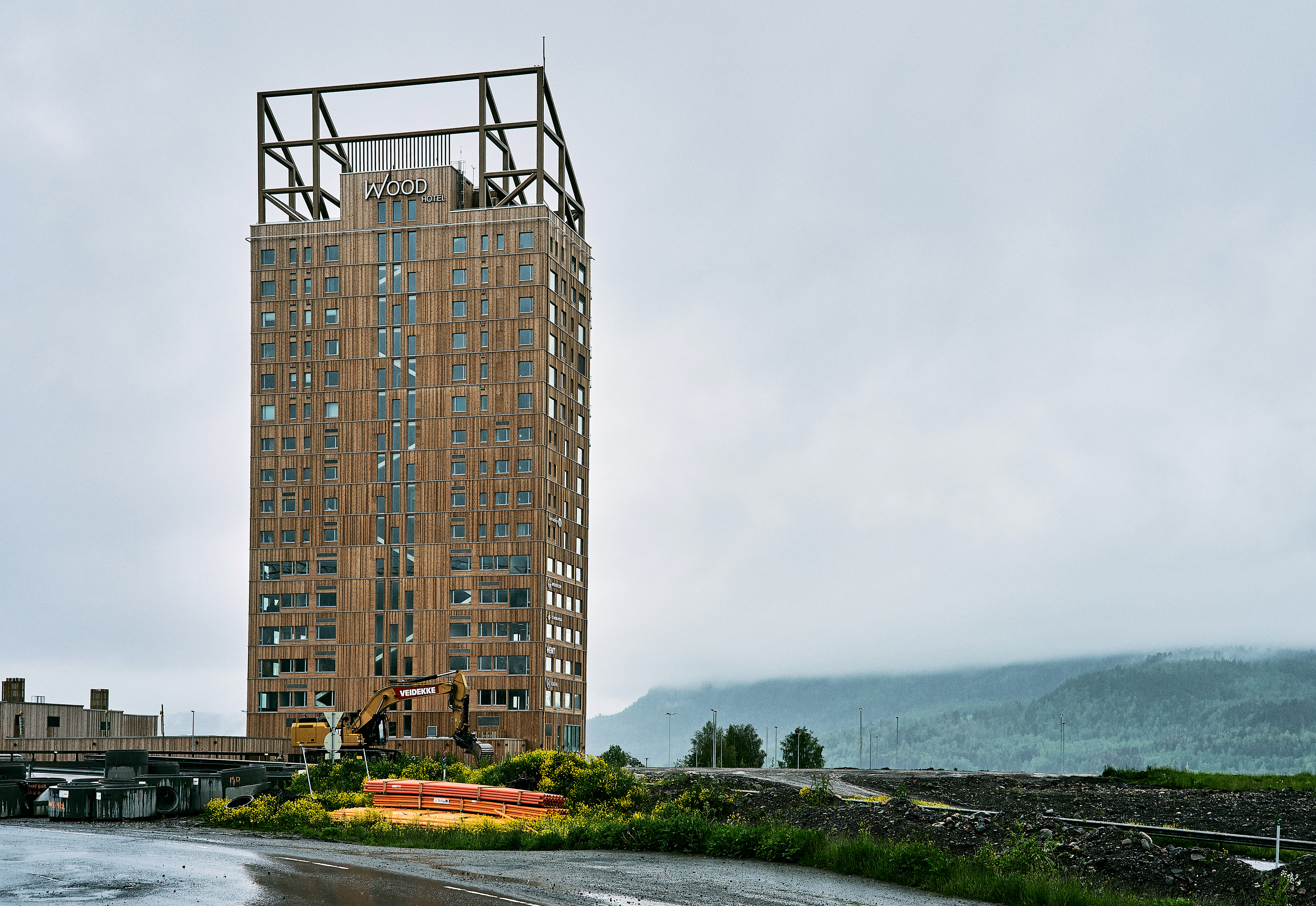
Das Holzhochhaus Mjøstårnet

## Wirtschaft und Infrastruktur

### Verkehr
Durch den Süden der Kommune führt die Europastraße 6 (E6). Sie führt von Hamar Richtung Brumunddal im Osten des Mjøsa. Von Brumunddal aus verläuft sie weiter an die Westgrenze der Kommune, wo sie in Moelv über die Brücke Mjøsbrua über den nordwestlichen Abschnitt des Mjøsa in die Kommune Gjøvik führt. Von der E6 zweigen mehrere Straßen ab. Vor allem im südlichen Ringsaker ist das Straßennetz dicht. Auch auf die Insel Hegøya führt eine Brücke. Von Hamar bis Moelv weitgehend parallel zur E6 verläuft die Bahnlinie Dovrebanen. Im Gegensatz zur E6 geht sie aber nicht auf die andere Uferseite des Sees über, sondern verläuft entlang des Ostufers weiter nach Lillehammer. Der Bahnhof in Brumunddal wurde 1894 eröffnet, als die Strecke von Hamar bis nach Tretten in Betrieb genommen wurde. Der Bahnhof ist etwa 140 Schienenkilometer vom Osloer Hauptbahnhof Oslo S entfernt. Zum gleichen Zeitpunkt wie der Bahnhof in Brumunddal wurde auch der in Moelv eröffnet. Im Jahr 1981 erhielt er ein neues Gebäude.

### Wirtschaft

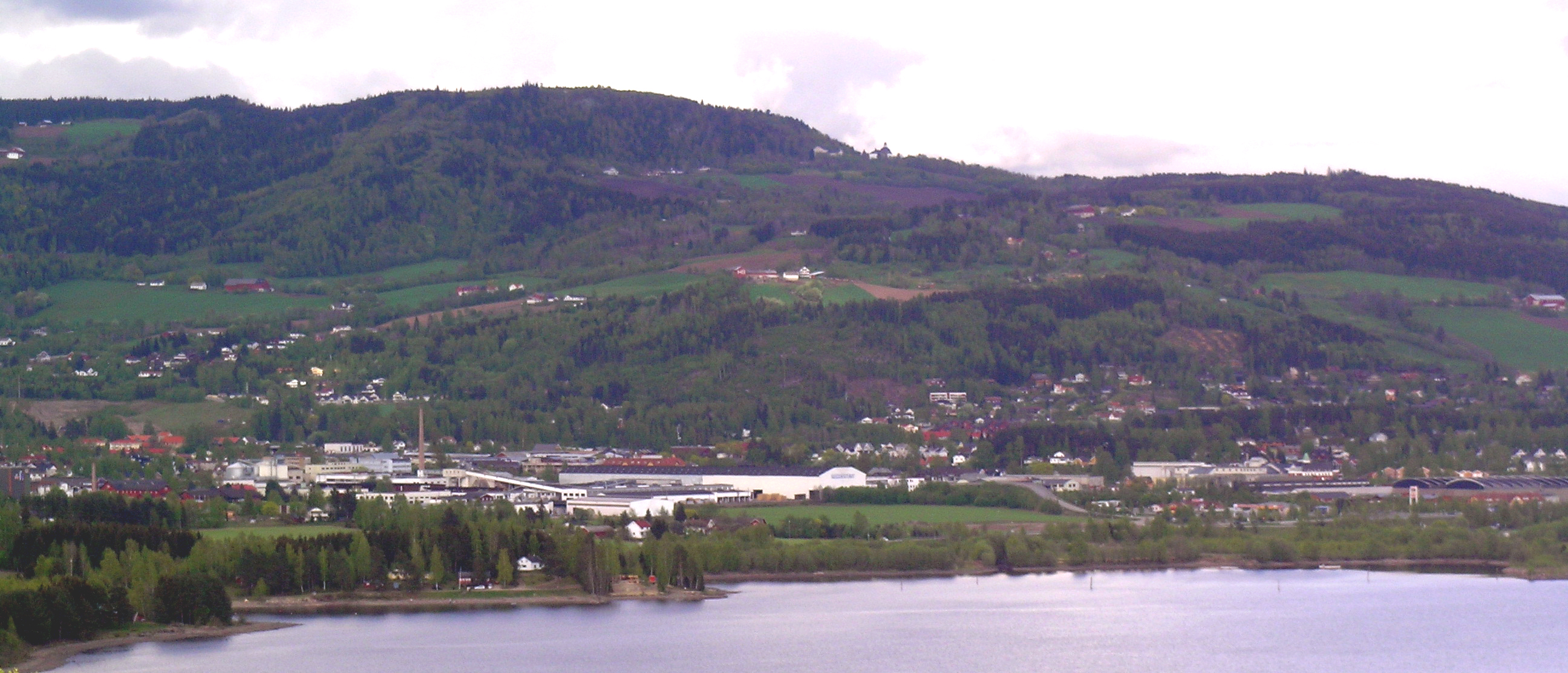
Blick auf Brumunddal

Ringsaker gehört zu den bedeutendsten Landwirtschaftsgemeinden Norwegens. Im Jahr 2021 lag die für die Landwirtschaft genutzte Fläche bei etwa 18.900 Hektar. Damit war Ringsaker hinter Indre Østfold die Kommune mit der zweitgrößten für die Landwirtschaft verwendete Fläche Norwegens. Bei der Zahl der Agrarbetriebe lag Ringsaker mit 512 Betrieben auf dem dritten Platz im landesweiten Vergleich. Im flachen Areal wird Getreide angebaut, des Weiteren ist auch die Nutztierhaltung typisch. Weiter verbreitet sind die Schweine- und Geflügelhaltung. Kartoffel werden vor allem für industrielle Zwecke angebaut. Im Bereich des Erdbeeranbaus ist Ringsaker die Kommune mit der höchsten Produktion Norwegens. Diese und weitere Fruchtsorten werden vor allem auf der Halbinsel Neshalvøya im Süden der Kommune angebaut. Neben der Landwirtschaft ist auch die Forstwirtschaft von größerer Bedeutung, wo Ringsaker ebenfalls zu den Kommunen mit den höchsten jährlichen Produktionsmengen des Landes gehört. Im Bereich der Industrie ist die Lebensmittelindustrie der größte Arbeitgeber. Es befinden sich unter anderem eine Molkerei und eine Schlachterei in Ringsaker. Die Industriebranche mit den zweitmeisten angestellten ist die Holzindustrie. Mit über 7200 sogenannter Hytten war Ringsaker im Jahr 2022 die Kommune mit den meisten Hytten des Landes. Viele dieser Ferienunterkünfte befinden sich im Norden der Kommune rund um das Wintersportgebiet Sjusjøen. Im Jahr 2020 arbeiteten von über 17.300 Arbeitstätigen nur rund 10.000 in Ringsaker selbst, knapp 3000 pendelten nach Hamar. Es folgte Lillehammer mit über 1200 und Gjøvik, Stange sowie Oslo mit jeweils über 500 Pendlern als Pendlerziele.

## Name und Wappen
Das seit 1985 offizielle Wappen der Kommune zeigt einen silbernen Elch auf rotem Hintergrund. Das Wappen soll die Elchjagd darstellen. Ringsaker wurde im Jahr 1342 als Ringisakr erwähnt. Die Bedeutung des ersten Wortteils ist nicht genau bekannt. Der altnordische Bestandteil akr ist hingegen im heutigen Wort åker (deutsch Acker) weiter vorzufinden und häufiger Bestandteil norwegischer Ortsnamen.

## Persönlichkeiten
- Even Hammer (1732–1800), Wirtschaftswissenschaftler
- Børge Johan Schultz (1764–1826), Beamter und Inspektor von Grönland
- Henrik Anker Bjerregaard (1792–1842), Jurist und Dichter
- Tryggve Andersen (1866–1920), Schriftsteller
- Ole Mørk Sandvik (1875–1976), Volksliedsammler, Musikforscher und -pädagoge
- Alf Prøysen (1914–1970), Schriftsteller und Liedermacher
- Ansten Samuelstuen (1929–2012), US-amerikanischer Skispringer
- Anders Buchardt (* 1974), Unternehmer und Autorennfahrer
- Gyda Ellefsplass Olssen (* 1978), Brigadierin und Sportschützin
- Julia Schacht (* 1982), Schauspielerin
- Gaute Ormåsen (* 1983), Sänger und Schauspieler